# 铁夫画阁
铁夫画阁，位于中国广东省江门市鹤山市雅瑶镇陈山村，1983年为纪念画家李铁夫兴建，鹤山市县级文物保护单位，类型为近现代重要史迹及代表性建筑，公布时间为1983年。1988年获选为鹤山八景之一，名为“画阁流芳”。